# اصغر عبداللهی
اصغر عبداللهی (زاده ۱۳۳۴ در آبادان – درگذشته ۷ دی ۱۳۹۹ در تهران) کارگردان، فیلم‌نامه‌نویس و داستان‌نویس ایرانی بود. او یک بار برنده سیمرغ بلورین بهترین فیلمنامه جشنواره فیلم فجر شد.

## زندگی

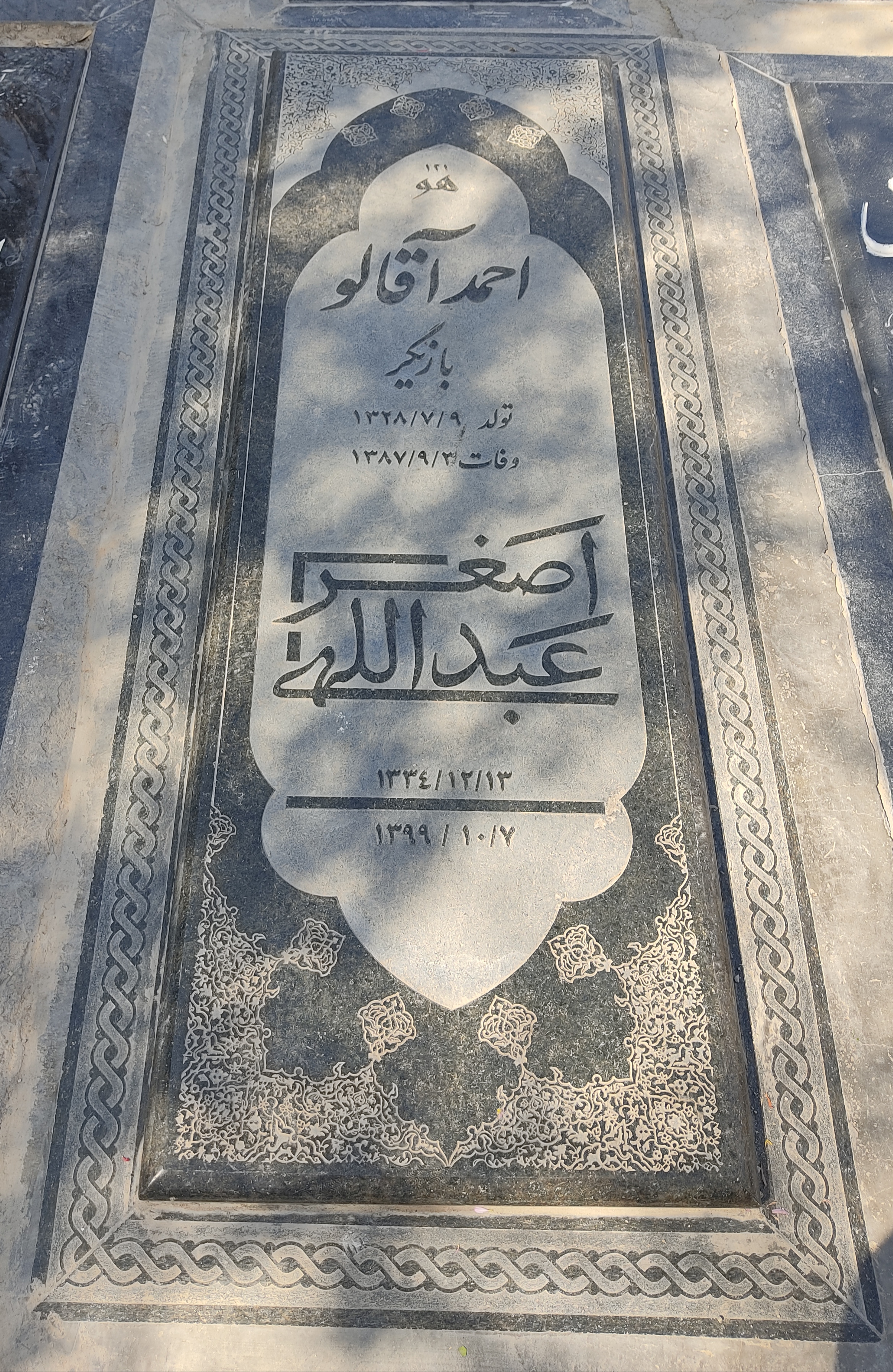
قبر اصغر عبداللهی در قطعه هنرمندان بهشت زهرا

اصغر عبداللهی سال ۱۳۳۴ در شهر آبادان زاده شد. او دانشجوی نمایشنامه‌نویسی در دانشکدهٔ هنرهای دراماتیک بود که پس از انقلاب در دانشکدهٔ هنرهای نمایشی و موسیقی دانشکده هنرهای زیبای دانشگاه تهران ادغام شد. او پایان‌نامه‌اش را ارائه نداد و تحصیلاتش را ناتمام رها کرد.
عبداللهی یک بار برندهٔ سیمرغ بلورین جشنوارهٔ فیلم فجر (برای نوشتن فیلمنامهٔ فیلم خانه خلوت) و دو بار نامزد دریافت آن شد.
اصغر عبداللهی در هفتم دی ۱۳۹۹ پس از چند سال مبارزه با سرطان درگذشت.

## کتابشناسی

### ناداستان
- قصه‌ها از کجا می‌آیند؛ از فیلم‌نامه‌نویسی و زندگی، نشر اطراف (۱۳۹۸)[۵]
- در کلمات هم می‌شود سفر کرد، نشر چشمه (۱۳۹۹)

### داستان
- آفتاب در سیاهی جنگ گم می‌شود: داستان بلند برای نوجوانان (۱۳۶۰)
- در پشت آن مه؛ مجموعه داستان کوتاه (۱۳۶۴)
- سایبانی از حصیر؛ مجموعهٔ ۷ داستان کوتاه (۱۳۶۹)
- آبی‌های غمناک بارُن؛ داستان کوتاه (۱۳۸۵)
- هاملت در نم نم باران؛ مجموعهٔ ۴ داستان کوتاه، نشر چشمه (۱۳۹۹)

## فیلمشناسی

### دستیار کارگردان
1. خانه ابری (۱۳۶۵)
2. حریم مهرورزی (۱۳۶۵)
3. جهیزیه‌ای برای رباب (۱۳۶۶)
4. هی جو (۱۳۶۷)
5. سال‌های خاکستری (۱۳۶۷)
6. ساوالان (۱۳۶۸)
7. پول خارجی (۱۳۶۸)
8. شهر خاکستری (۱۳۶۹)

### فیلمنامه
1. حریم مهرورزی (۱۳۶۵)
2. جهیزیه‌ای برای رباب (۱۳۶۶)
3. جمیل (۱۳۶۶)
4. مهاجران (۱۳۶۹)
5. شهر خاکستری (۱۳۶۹)
6. جستجو در جزیره (۱۳۶۹)
7. خانه خلوت (۱۳۷۰) (به همراه حسن قلی‌زاده)
8. بندر مه آلود (۱۳۷۱)
9. سمفونی تهران (۱۳۷۳)
10. سال‌های بی‌قراری (۱۳۷۳)
11. در کمال خونسردی (۱۳۷۳)
12. به خاطر هانیه (۱۳۷۳)
13. خواهران غریب (۱۳۷۴)
14. مرسدس (۱۳۷۶)
15. غریبانه (۱۳۷۶)
16. عشق کافی نیست (۱۳۷۷)
17. داستان‌های جزیره (اپیزود سوم، باران و بومی) (۱۳۷۷)
18. عینک دودی (۱۳۷۸)
19. چتری برای دو نفر (۱۳۷۹) (به همراه احمد امینی)
20. آبی (۱۳۷۹)
21. صبحانه‌ای برای دو نفر (۱۳۸۲)
22. پیشنهاد ۵۰ میلیونی (۱۳۸۴)
23. نصف مال من، نصف مال تو (۱۳۸۵)
24. خواب زمستانی (۱۳۸۶)
25. آشپزباشی(۱۳۸۹)
26. خداحافظی طولانی (۱۳۹۳)
27. یک قناری، یک کلاغ (۱۳۹۵)

### با سپاس از
1. غریبانه (۱۳۷۶)
2. بلوغ (۱۳۷۷)

### کارگردان
- یک قناری، یک کلاغ (۱۳۹۵)